# 死亡驅力
死亡驅力，或譯死本能（德語：Todestrieb, 希臘語拉丁轉寫：Thanatos）是一個精神分析概念，指趨向死亡和毀滅的衝動，通常由攻擊性、強迫性重複和自我毀滅等行為表現出來。它最初見於萨宾娜·施皮尔赖因1912年的论文《毁灭是存在的原因》中，后由西格蒙德·弗洛伊德發展。死亡驅力代表了攻擊、破壞、自殺等破壞性驅力，試圖終結生命，回歸無機物的狀態。
弗洛伊德認為，死亡驅力是一種先天的、無意識的力量，與生命驅力相對抗，兩者共同決定了人的行為和心理。
不過，死亡驅力的概念在心理學界一直存在爭議。許多心理學家質疑其科學性，認為缺乏實證依據。這一概念也不太符合後世心理學的研究範式。因此,死亡驅力更多地被視為一種哲學性的思辨概念，而非科學理論。
儘管如此，死亡驅力的概念對於理解人類某些自我毀滅和破壞性行為可能仍有一定的解釋力，因而在精神分析和某些哲學討論中仍有一定的影響。

## 名稱
在後弗洛伊德思想中，死亡驅力有時被稱為塔納托斯（指希臘神話中死亡的擬人化形象），與愛欲或生本能厄洛斯相輔相成，儘管弗洛伊德本人並未使用過這一術語，而是由威廉·施特克爾於 1909 年引入，然後在當前語境中由保羅·費德恩引入。後來的精神分析學家，如雅克·拉岡和梅蘭妮·克萊因，都對這一術語展開了論述。